# Weinwunder Deutschland
Weinwunder Deutschland ist eine Dokumentarfilm-Reihe in mehreren Staffeln über deutschen Wein von Stuart Pigott, die von megaherz im Auftrag des Bayerischen Rundfunks produziert wird.

## Handlung
Der Weinjournalist Stuart Pigott bereist die Weinregionen Deutschlands und besucht ausgewählte Winzer. Pigott unterhält sich mit ihnen über die Weine und die Geschichte ihres Weinguts. In den Gesprächen wird Wissen über Weinbau, Sensorik und Weinqualitäten vermittelt. Häufig schließt der Besuch der Winzer mit einer vergleichenden Blindverkostung – oft gegen sehr teure Weine aus dem Ausland.
Stuart Pigotts zentrale Weinbotschaften der Filmreihe sind: Guter Wein muss nicht teuer sein! Misstrauen Sie großen Namen! Vertrauen Sie ihrer Zunge! Wein muss allein dem schmecken, der ihn trinkt!

## Episodenliste
Staffel 1:
1. Die Riesling-Renaissance (Weingut Heymann-Löwenstein, Weingut Tesch, Weingut Dr. Loosen, J.L. Wolf in Wachenheim an der Weinstraße)
2. Die Rotwein-Revolution (Weingut Meyer-Näkel, Weingut Thomas Hensel, Weingut Gert Aldinger)
3. Guter Wein in rauen Mengen? (Weingut Markus Schneider, Weingut Fritz Keller, Juliusspital in Würzburg, Winzergemeinschaft Franken)
4. Die Ökowein-Welle (Ökonomierat Rebholz, Weingut Clemens Busch, Weingut Dr. Randolf Kauer)
5. Junge Wilde im Wein (Jungwinzergruppen – „Message in a Bottle“, „Moseljünger“, „Garage Winery“)
6. Süßwein – ein Herbstmärchen?

Staffel 2:
1. Schloss oder Schuppen – woher kommt der gute Wein? (Schloss Johannisberg, Weingut Maximin Grünhaus, Weingut Eva Vollmer, Shelter Winery)
2. Frankens neue Saftigkeit (Weingut Horst Sauer, Weingut Rainer Sauer, Winzerhof Stahl)
3. Jäger der verlorenen Schätze (Weingut Vollenweider, Weingut van Volxem, Weingut Fricke, Südpfalz ConneXion)
4. Spätburgunder – drei Farben Rot (Weingut Rudolf Fürst, Weingut Knipser, Weingut Bernhard Huber)
5. Im Osten viel Neues (Gut Zimmerling, Gut Schloss Proschwitz, Weingut Pawis, Weingut Uwe Lützkendorf)
6. Deutscher Schaumwein – Kellergeister oder Edelperlen (Weingut Wagner-Stempel, Sekthaus Raumland, Weingut Kirsten, Weingut Hofmann)

Staffel 3:
1. Die ersten fünf Kapitel (grundlegende Eckpfeilern eines Weinverständnisses in den fünf Kapiteln):
 Der Winzer, die Lage, Riesling (die urdeutsche Weißweinrebsorte ist bei der deutschen Rebfläche mit 27 Prozent die klare Nummer 1),
 Spätburgunder (die „edle Diva“ unter den Rotweinrebsorten lässt Winzerherzen weltweit höher schlagen und verzweifeln…), Masse und Klasse
2. Rosé – die dritte Farbe (Weingut Kusterer, Seegut Kress, Weingut Salwey, Weingut Philipp Kuhn)
3. Gereifter Wein – Wann ist er im besten Alter? (Hessische Staatsweingüter Kloster Eberbach, Weingut Georg Breuer, Weingut Wegeler, Weingut Reichsgraf von Kesselstatt)
4. Die Stiefkinder des Weinbergs (Weinhalla Rux, Weingut Weltner, Weingut Stadt Klingenberg, Weingut Teschke, Weingut Steinmetz)
5. Reise zu den Riesling-Bergen (Weingut von Othegraven, Weingut Emrich-Schönleber, Weingut Hermann Dönnhoff, Weingut Franzen)
6. Trauben auf Welttournee (Weingut Geheimer Rat Dr. von Bassermann-Jordan, Weingut Karl H. Johner, Weingut Albrecht Schwegler, Weingut Schnaitmann)

## Stab Staffel 1 / 2
- Buch: Alexander Saran, Stuart Pigott
- Regie: Alexander Saran
- Kamera: Sorin Dragoi
- Kameraassistenz: Florian Bschorr
- Ton: Peter Wuchterl
- Schnitt: Ingo Guski, Stefanie Trauth
- Musik: Tino Derado
- Produktion: Ernst Geyer, Fidelis Mager
- Redaktion: Petra Felber[2]

Staffel 1 und 2 sind auf DVD erschienen.

## Stab Staffel 3
- Buch: Alexander Saran, Stuart Pigott
- Regie: Alexander Saran
- Kamera: Florian Schilling
- Kameraassistenz / Ton: Florian Bschor
- Schnitt: Ingo Guski, Stefanie Trauth
- Musik: Tino Derado
- Produktion: Ernst Geyer, Fidelis Mager
- Redaktion: Petra Felber
- Erzähler: Knut Cordsen